# Campeonato Mundial de Halterofilismo de 1951
O 29º Campeonato Mundial de Halterofilismo foi realizado em Milão, na Itália entre 26 a 28 de outubro de 1951. Participaram 62 halterofilistas de 14 nacionalidades. Essa edição foi realizada em conjunto com o Campeonato Europeu de Halterofilismo de 1951.

## Medalhistas
| Evento                     | Ouro                                | Ouro     | Prata                           | Prata    | Bronze                     | Bronze   |
| -------------------------- | ----------------------------------- | -------- | ------------------------------- | -------- | -------------------------- | -------- |
| Galo (56 kg)               | Mahmoud Namjoo Irão                 | 317,5 kg | Ali Mirzaei Irão                | 305,0 kg | Kamal Mahgoub · Egito      | 292,5 kg |
| Pena (60 kg)               | Said Khalifa Gouda · Egito          | 310,0 kg | Johan Runge · Dinamarca         | 310,0 kg | Julian Creus · Reino Unido | 302,5 kg |
| Leve (67,5 kg)             | Ibrahim Shams · Egito               | 342,5 kg | Joe Pitman · Estados Unidos     | 337,5 kg | Hassan Ferdos Irão         | 327,5 kg |
| Médio (75 kg)              | Pete George · Estados Unidos        | 395,0 kg | Dave Sheppard · Estados Unidos  | 395,0 kg | Khadr El-Touni · Egito     | 387,5 kg |
| Meio-pesado-leve (82,5 kg) | Stanley Stanczyk · Estados Unidos   | 402,5 kg | Jean Debuf · França             | 392,5 kg | Hassan Rahnavardi Irão     | 387,5 kg |
| Meio-pesado (90 kg)        | Norbert Schemansky · Estados Unidos | 427,5 kg | Mohamed Ibrahim Saleh · Egito   | 395,0 kg | Firouz Pojhan Irão         | 370,0 kg |
| Pesado (+ 90 kg)           | John Davis · Estados Unidos         | 432,5 kg | James Bradford · Estados Unidos | 427,5 kg | Mohamed Geisa · Egito      | 407,5 kg |

## Quadro de medalhas
| Ordem | País           | Medalha de ouro | Medalha de prata | Medalha de bronze | Total |
| ----- | -------------- | --------------- | ---------------- | ----------------- | ----- |
| 1     | Estados Unidos | 4               | 3                | 0                 | 7     |
| 2     | Egito          | 2               | 1                | 3                 | 6     |
| 3     | Irão           | 1               | 1                | 3                 | 5     |
| 4     | Dinamarca      | 0               | 1                | 0                 | 1     |
| 4     | França         | 0               | 1                | 0                 | 1     |
| 6     | Reino Unido    | 0               | 0                | 1                 | 1     |
| Total | Total          | 7               | 7                | 7                 | 21    |